# Ceutorhynchus cakilis
Ceutorhynchus cakilis är en skalbaggsart som först beskrevs av Hans Jacob Hansen 1917.  Ceutorhynchus cakilis ingår i släktet Ceutorhynchus, och familjen vivlar. Enligt den finländska rödlistan är arten nära hotad i Finland. Arten är reproducerande i Sverige. Artens livsmiljö är sandstränder vid Östersjön.